# Palača pošte u Puli
Palača pošte (tal. Palazzo delle Poste), zgrada u Puli koju je projektirao Angiolo Mazzoni, a građena je od 1932. – 1935. Prema sudu talijanskih povjesničara arhitekture ovo je Mazzonijevo najbolje djelo.
Palača pošte podignuta je u centru Pule na novouređenom Danteovom trgu s novom fontanom arhitekta Enrica Trolisa.
Arhitektura 19. stoljeća s primjenom željeza, čelika i armiranog betona otvorila je u Puli, kroz izgradnju industrijskih i vojnih građevina obrambenog sustava, putove modernoj arhitekturi, koja kulminira 1930-ih realizacijom vrhunskih arhitektonskih ostvarenja. Osim zgrade pošte, značajni su i postaja za hidroavione, banka, kina te neke stambene zgrade u središtu grada.
Palaču pošte Mazzoni je gradio kao apsolutno modernu kuću na pravilnom kubusu koja je nosila tri geometrijski simplificirana liktorska snopa koji su se kao tramne linije isticali na bijelom istarskom kamenu. Ta mala doza fašističke simbolike služila je kao svojevrsni kozmetički ožiljak vlasti pod čijim je skutima stvorena, te je na suzdržanom modernizmu kojim se sama kuća odlikuje taj rez ostavio pečat vremena njezina nastanka.